# Centímetro cúbico
El centímetro cúbico es una unidad de volumen. Se corresponde con el volumen de un cubo de un centímetro de lado. Equivale a la millonésima parte de un metro cúbico y también a un mililitro. Es el segundo submúltiplo del metro cúbico.
Su símbolo es cm³. Aunque a veces es abreviado como cc o c.c., esta abreviatura no se recomienda.
Se suele usar para catalogar los motores de vehículos, como los de motocicletas (p. ej., motor de 250 cm³), automóviles, camiones, etc.

## Equivalencias[3]
- 1000 mm³
- 0,001 dm³
- 0,000 001 m³
- 1 ml
- 0,1 cl
- 0,01 dl
- 0,001 litros